# Good Burger
Good Burger (Buena Hamburguesa en Español) es una película cómica estadounidense de 1997, protagonizada por Kel Mitchell y Kenan Thompson y basada en un sketch de All That. El filme fue dirigido por Brian Robbins y está producido por Nickelodeon Movies. Su secuela fue lanzada en 2023 en Paramount+.

## Historia
En el primer día de verano, Ed (Kel Mitchell), un tipo inepto pero de buen corazón, tiene una pesadilla acerca de hamburguesas parlantes. Agobiado, se presenta tarde para trabajar en Buena Hamburguesa. Esa misma mañana, Dexter (Kenan Thompson) un estudiante de secundaria, se roba el auto de su madre cuando ésta se va en un viaje de negocios, con la intención de divertirse por sus vacaciones. Al salir de la escuela, choca accidentalmente el auto de su profesor, el Señor Wheat, después de evadir a Ed que iba patinando hacia el trabajo. Sin licencia de conducir o seguro automovilístico, Dexter podría ir a la cárcel, pero el Señor Wheat hace un acuerdo con Dexter en el que debe pagar $1900 dólares para cubrir los daños, así como también pagar el daño causado al auto de su madre. En necesidad de trabajo, Dexter obtiene un empleo en Mondoburgesa, pero después de un conflicto con el joven y estricto gerente, Kurt Bozwell, es despedido. Más tarde, Dexter obtiene un empleo en Buena Hamburguesa, donde conoce a Ed y los coloridos empleados de la cadena, el la noche cuando Buena Hamburguesa cierra, Dexter se entera de que Ed es el responsable de su accidente, lo cual hace que se enoje bastante con el pero eventualmente lo perdona.
Con el pasar de los días, Dexter tiene éxito trabajando, pero su éxito dura poco cuando Mondoburguesa inaugura su local justo en frente de su lugar de trabajo. Las hamburguesas gigantes (llamadas “Mondoburguesas mountruosas”) que ellos hacen amenazan con poner a Buena Hamburguesa fuera del negocio. Sin embargo, Ed trae al restaurante una "salsa secreta" que él mismo hizo y que trae para su almuerzo. Dexter se da cuenta de que la salsa tiene un muy buen sabor, entonces propone a todos venderla junto a las hamburguesas que hacen lo que los ayuda a subir sus ventas enormemente. Una noche, cuando Good Burger cierra, Dexter decide engañar a Ed, haciendo un contrato en el que roba parte de las ganancias obtenidas de su salsa para pagar la deuda del Señor Wheat (que sube a $2500 dólares), y también algo para su bolsillo.
Molesto porque Buena Hamburguesa tenga éxito gracias a la salsa de Ed, Kurt intenta obtener la receta, primero, haciendo que Ed trabaje en Mondoburgesa por más dinero, oferta que el rechaza. Entonces Kurt envía a Roxanne (Interpretada por Carmen Electra) una atractiva empleada, quien fracasa al intentar seducir a Ed para que le contara la receta de su "salsa secreta". Mientras tanto, Dexter intenta entablar una relación con Monique, y ella se pone de acuerdo para una doble cita con él y junto con Ed y Roxanne. Al día siguiente, Monique termina con Dexter al enterarse del contrato que hizo con Ed.
Un día, Ed y Dexter encuentran a un perro en la calle e intentan alimentarlo con dos hamburguesas, una de Buena Hamburguesa y otra de Mondoburguesa. El perro se come la primera hamburguesa, pero se rehúsa a comer la otra. Sospechando que hay algo mal con la carne de Mondoburguesa, Ed y Dexter se disfrazan de mujeres y entran a la cocina de Mondoburguesa para investigar, descubriendo que están utilizando un químico ilegal llamado "Triampathol" para hacer que sus hamburguesas obtengan un tamaño colosal. Sin embargo, Kurt los atrapa y los reconoce inmediatamente al sacarles sus disfraces, quedando recluidos en un manicomio para evitar que el público se entere del plan siniestro de Mondoburguesa.
Esa noche, con Ed y Dexter fuera del camino, Kurt y sus empleados entran a Buena Hamburguesa tras el cierre y contaminan la "salsa secreta" de Ed con veneno para tiburón. Cuando Otis los ve, intenta llamar a la policía, pero Kurt también lo envía al manicomio. Ahí, Otis le cuenta a Ed y Dexter acerca del plan de Kurt para envenenar la "salsa secreta". Al día siguiente, después de hacer que el manicomio se distraiga con una coreografia de baile, el trío escapa del lugar. Al salir se roban un camión de helados, pero son perseguidos por el personal del manicomio. En medio de su persecución, Ed y Dexter arrojan helados al camión del manicomio, causando que pierda el control estrellandose con el buzón que el Señor Wheat había instalado. Tras llegar a Buena Hamburguesa, Ed detiene a una mujer que iba a comer una hamburguesa envenada justo a tiempo. Luego, Ed y Dexter vuelven a Mondoburguesa en un intento de exponer las hamburguesas químicamente modíficadas a la policía. Mientras Dexter distrae a los esbirros de Kurt, Ed toma una botella de Triampathol, pero accidentalmente bota una botella del químico en la picadora de carne y luego decide verter el resto del Triampathol en la picadora. En el techo, Kurt atrapa a ambos y les confisca la lata vacía de Triampathol. De repente, la carne cargada con Triampathol empieza a explotar en la cocina y destruye Mondoburguesa por completo, haciendo que la policía arreste a Kurt por el uso ílegal del químico. Con la destrucción de Mondo Burger, el auto del Señor Wheat es destruido nuevamente, para gracia de Dexter ya que este le paga la primera mitad del dinero que le debía por el choque anterior.
Al rato, Dexter se disculpa con Ed por tomar su dinero y ambos reanudan su amistad y, de paso Dexter rompe el contrato que había hecho con Ed. Ellos luego regresan a Buena Hamburguesa, donde los empleados los aplauden, especialmente a Ed, como héroes al salvar a Buena Hamburguesa de la quiebra.

## Reparto
- Kel Mitchell - Ed
- Kenan Thompson - Dexter Reed
- Jan Schweiterman - Kurt Bozwell
- Sinbad - Mr. Wheat
- Shar Jackson - Monique
- Abe Vigoda - Otis
- Dan Schneider - Mr. Baily
- Josh Server - Fizz
- Lori Beth Denberg - Connie Muldoon
- Marques Houston - Jake
- Carmen Electra - Roxane (no acreditada)
- Shaquille O'Neal - él mismo
- Ginny Schreiber - Deedee
- Ron Lester - Spatch
- Linda Cardellini - Heather.

## Doblaje
| Personaje        | Reparto original   | Doblaje de Hispanoamérica / | Doblaje de Hispanoamérica / | Doblaje de España     |
| Personaje        | Reparto original   | 1a. Versión                 | 2a. Versión                 | Doblaje de España     |
| ---------------- | ------------------ | --------------------------- | --------------------------- | --------------------- |
| Ed               | Kel Mitchell       | José Arenas                 | Ricardo Malfatti            | José Luis Mediavilla  |
| Dexter Reed      | Kenan Thompson     | Luis Daniel Ramírez         | Carlos Arraiz               | Roger Pera            |
| Kurt Bozwell     | Jan Schweiterman   | Yamil Atala                 | Yamil Atala                 | Luis Posada           |
| Mr. Wheat        | Sinbad             | Jesse Conde                 | Jesse Conde                 | Jordi Brau            |
| Monique          | Shar Jackson       | Diana Pérez                 | Diana Pérez                 | María del Mar Tamarit |
| Otis             | Abe Vigoda         | Gabriel Chávez              | Gabriel Chávez              | Emilio Freixas        |
| Mr. Baily        | Dan Schneider      | Ernesto Lezama              | Ernesto Lezama              | Alberto Mieza         |
| Jake             | Marques Houston    | Víctor Ugarte               | Víctor Ugarte               | Ángel de Garcia       |
| Roxane           | Carmen Electra     | Simone Brook                | Simone Brook                | Montse Moreno         |
| Deedee           | Ginny Schreiber    | Circe Luna                  | Circe Luna                  | Alicia Laorden        |
| Troy             | Hamilton Von Watts | Enrique Cervantes           | Enrique Cervantes           | Luis Fenton           |
| Insertos         | -                  | Enrique Cervantes           | Enrique Cervantes           | -                     |
| Shaquille O'Neal | Shaquille O'Neal   | Humberto Solórzano          | Humberto Solórzano          | Domènec Farell        |

Fuente: DoblajeWiki, eldoblaje.com

## Recepción
Rotten Tomatoes le otorgó a la película un puntaje de 32% en base de reseñas de 38 de críticos. La mayoría de los elogios fueron dirigidos a las actuaciones de Kel Mitchell y Kenan Thompson.
Lisa Alspector de Chicago Reader le dio a la película una reseña negativa, y escribió "La percibida noción de que los niños quieren sus películas rápidas y furiosas está apenas en evidencia en esta comedia de 1997, una aventura suburbana laboriosamente lenta en la cual un verano de ocio de un adolescente se le escapa de los dedos cuando tiene que tener un empleo-- una experiencia que demuestra ser casi riesgosa para su vida debido a la dura competencia entre dos cadenas de hamburguesas."